# Usteciko, Zalișciîkî
Usteciko (în ucraineană Устечко) este o comună în raionul Zalișciîkî, regiunea Ternopil, Ucraina, formată numai din satul de reședință.

## Demografie
Componența lingvistică a comunei Usteciko
     Ucraineană (99,55%)
     Alte limbi (0,45%)
Conform recensământului din 2001, majoritatea populației comunei Usteciko era vorbitoare de ucraineană (99,55%), existând în minoritate și vorbitori de alte limbi.